# ノースロップ・グラマン MQ-8C ファイア・スカウト
MQ-8C Fire Scout
MQ-8C
- 分類：UAVヘリコプター
- 製造者：

- ノースロップ・グラマン
- ベル・ヘリコプター

- 運用者： アメリカ合衆国（アメリカ海軍)
- 初飛行：2013年10月31日
- 生産数：36[1]
- 運用開始：2019年6月28日[2]
- ユニットコスト：1,800万USドル[3]
- 原型機：ベル 407

ノースロップ・グラマン MQ-8C ファイア・スカウト(Northrop Grumman MQ-8C Fire Scout)（開発中はFire-Xとして知られた）はノースロップ・グラマンがアメリカ海軍(以下、米海軍または海軍)で使用するために開発した無人 ヘリコプターである。 MQ-8Cは自律的な離着陸機能も有する。それは陸海空軍の偵察、状況認識、空中消火、精密標的支援を提供するように設計されている。 MQ-8Cの機体はベル 407に基づいているがアビオニクス(電子航法装置)およびその他のシステムはMQ-8 ファイアスカウトで使用されていたものをベースに開発されている。 2013年10月に初飛行、2019年6月28日に初期作戦能力を獲得した。

## 設計と開発

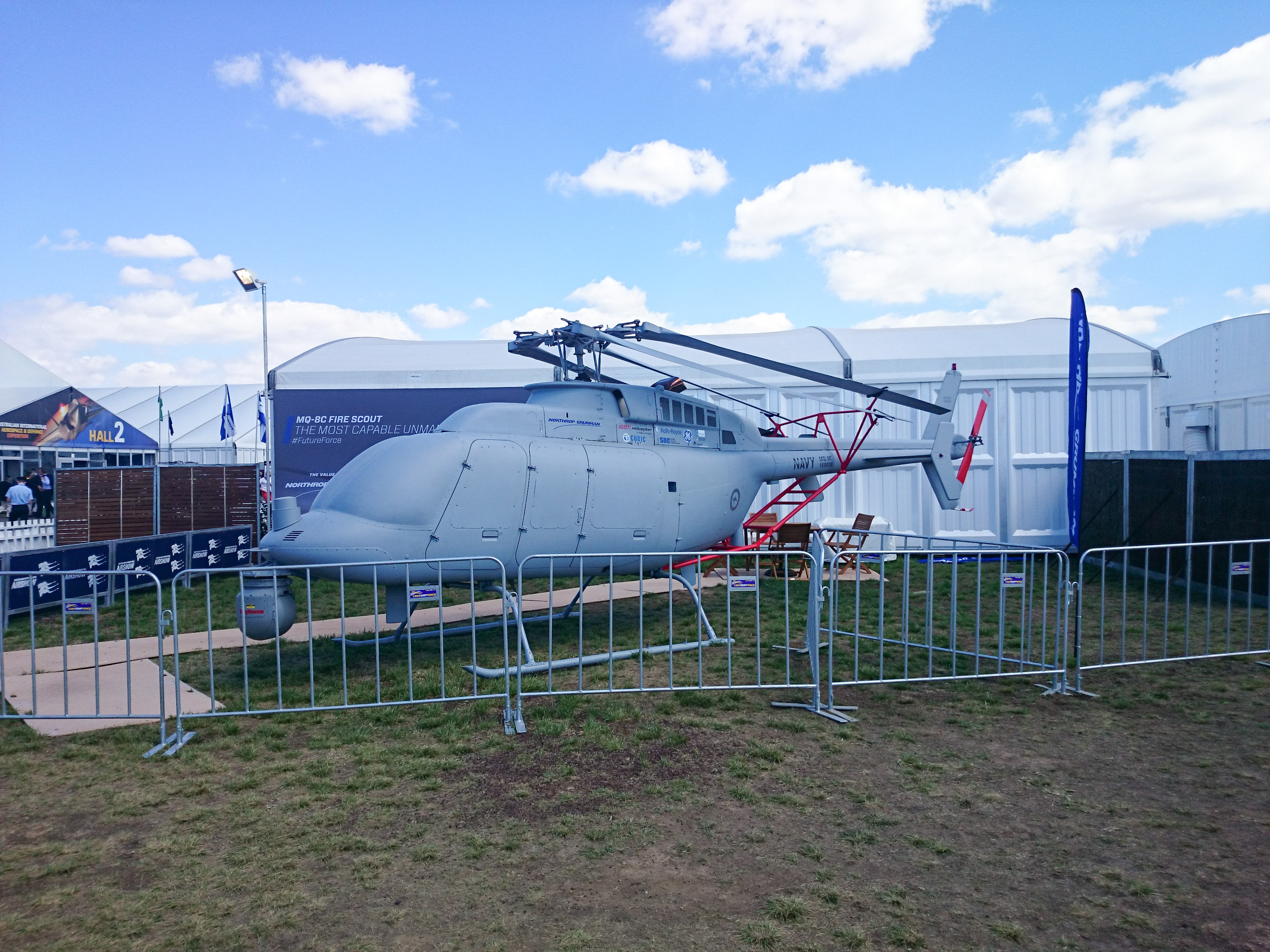
2015年のオーストラリア国際航空ショーで展示されているMQ-8Cファイア・スカウト

2010年5月3日、ノースロップ・グラマンはMQ-8Bに自律制御を加えて改良したベル 407ヘリコプターを飛行させる計画を発表した。それはFire-Xと名付けられ、米海軍への無人貨物補給能力を実証するためのものであった。無人機Fire-Xはアリゾナ州のユマ性能試験場で2010年12月20日に初飛行に成功した。2012年4月23日にノースロップ・グラマンは海軍から2億6,230万ドルの契約を受注し、新しく指定されたMQ-8Cファイア・スカウトを製造した。この作業には当初2機の開発用航空機と6機の低価格生産機が含まれていた。海軍は海軍特殊作戦部隊用に28機のMQ-8Cを必要としている。2013年3月、海軍はロールスロイス250-C47EエンジンをMQ-8Cに組み込み、ホット・アンド・ハイパワーを5％増加、燃料消費量を2％削減、定格離陸電力を8％増加、さらに信頼性を向上させた。ベル 407ベースのMQ-8Cの飛行可能時間は12時間、飛行可能範囲は150海里（280km）、および約318kgのペイロード（可積載容量） でありMQ-8Bの2倍の飛行可能距離(時間]と3倍のペイロードを備えている。
2013年7月上旬、ノースロップ・グラマンは最初のMQ-8Cを海軍に納入した。地上試験はシステムが適切に機能し、最初の飛行を行う前に地上管制局と通信することを確認するために行われた。MQ-8Cはソフトウェア、アビオニクス、ペイロード、および付属機器をMQ-8Bと共有している。
自律制御を使用したMQ-8Cファイア・スカウトの初飛行は2013年10月31日にベンチュラ・カウンティ海軍基地で行なわれた。MQ-8Cはノースロップ・グラマンと海軍が共同で運用した。ノースロップ・グラマンは2013年11月25日に2番目のMQ-8Cを納入した。同社では14機のヘリコプターを製造する契約を結んでいる。MQ-8Cは、2014年12月16日に駆逐艦ジェイソン・ダンハムに搭載されてテストを開始し、4時間以内に22回の着陸と回復を実行した。テストは12月19日に完了し、3回の飛行で32回の離陸と回収を実行した。
ノースロップ・グラマンはAN/ZPY-1 STARLiteレーダーを搭載したMQ-8Cデモ機を飛行させたが、当時はMQ-8Cにレーダーは不要であった。海軍は2014年7月にMQ-8Cのレーダーの情報を、表面探索、合成開口レーダー、逆合成開口レーダー、および気象モード機能とともに収集し始めた。AN/ZPY-4は一部のB型ファイア・スカウトに装備されているが、より大型のC型はより大きくより強力なレーダーに対応可能である。MQ-8Cは、2018年に水上戦任務を、2020年に機雷対策任務を遂行する準備ができている。本機の最初の配備は2016年に行われ、沿海域戦闘艦（LCS）に50海里（93km）半径のISR（諜報・監視・目標捕捉および偵察）能力を与えることが可能となった。ファイア・スカウト計画部ではエアフレーム自体を装備してより多くの任務を実行するか、大型のMH-60S/R シーホークヘリコプターによる有人無人混成チームに焦点を合わせるかを検討している。2016年5月26日にNAVAIRはMQ-8C用のオスプレイ30軽量AESAレーダーの契約を締結した。360度、 50kgの空中レーダーは、航空機の胴体の周りに配置された固定パネルを使用し、それぞれに11kgをわずかに超える重量のアンテナを取り付ける。
最初の運用可能なMQ-8Cは2014年12月にアメリカ海軍に引き渡された。最終的な開発飛行は327フライトで450時間が完了した後、2015年4月29日に完了した。2015年8月、ノースロップ・グラマンは11時間の飛行でMQ-8Cの耐久性を実証した。2015年11月20日、MQ-8Cは3週間の運用評価期間を完了し、11フライトで83.4時間にわたって無人ヘリコプターのシステムパフォーマンス、耐久性、および信頼性を評価した。これまで、航空機は427フライトで730飛行時間を記録した。艦船からのテストは2017年に開始され、2018年7月、第1航空試験評価飛行隊は、USSコロナドで実施されたMQ-8Cの初期運用試験および評価を終了した。2019年、米軍関係者はMQ-8Cが改良を続けており、MH-60とネットワーク化して直接データを送信できるよう、新たにリンク16が追加されたことを開示した。
MQ-8Cは2019年6月28日にミッション対応(任務投入可能)が宣言された。敵艦艇の致死性を高めることを含むLCSの焦点の変更と並行して、MQ-8Cの役割は、目標捕捉および監視データの提供に焦点を当てるように変更された。MQ-8Cは7連装APKWS誘導ロケットポッドを運ぶことができたが、LCSには船のすべての武器を保管するために使用される武器保管庫が1つしかなく、航空機に武器を搭載するためのスペースは十分ではなかった。MQ-8Cは、兵器プラットフォームとして運用する代わりに、その長い航続性とレーダーを使用して、LCSに高度な視野外からの目標捕捉機能を提供することになった。
ノースアイランド海軍航空基地やノーフォーク海軍基地のHSC（ヘリコプター海上戦闘飛行隊、英: Helicopter Sea Combat Squadron）及びHSM（ヘリコプター海洋打撃飛行隊、英: Helicopter Maritime Strike Squadron）の一部の部隊ではMQ-8Bと一緒に配備されており、次期水上戦闘艦であるコンステレーション級ミサイルフリゲートにも搭載される。
なお、MQ-8Cは最大6個のミサイルチューブを搭載可能である。

## 運用国
アメリカ合衆国
- アメリカ海軍

## 仕様

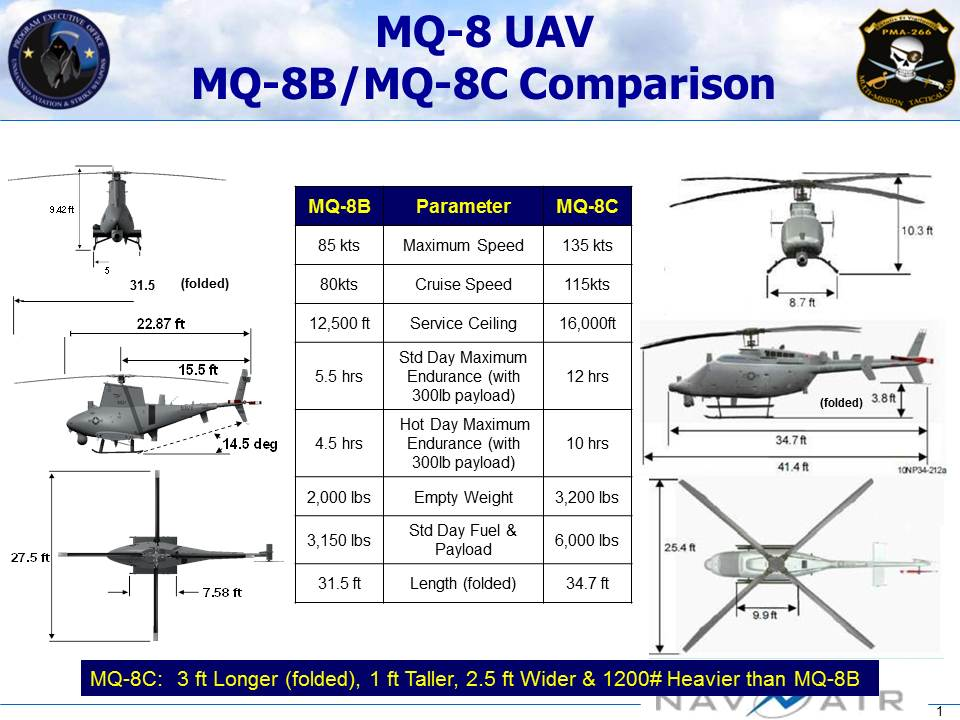
Fire ScoutとFire-Xドローンのサイズとパフォーマンスの違い

出典: Northrop Grumman,
諸元
- 乗員: 0
- ペイロード: 1,338 kg
- 全長: 10.6 m
- 全高: 3.3 m
- ローター直径: 11.2 m
- 最大離陸重量: 2,721 kg
- 動力: Rolls-Royce 250-C47B 、606 kW   × 1

性能
- 最大速度: 140ノット (260 km/h)
- 実用上昇限度: 6,100 m
- endurance 最大15時間